# Інформаційний ринок
Інформаці́йний ри́нок — система економічних, організаційних і правових відносин щодо продажу, купівлі і розповсюдження інформаційних ресурсів, технологій, продукції та послуг. Інформаційний ринок — це ринок інформаційних продуктів та послуг, де діють усі обов'язкові атрибути - закони попиту і пропозиції, життєвий цикл товару, ціна тощо.